# Trek-Segafredo/2016
Deze pagina geeft een overzicht van de wielerploeg Trek-Segafredo in 2016.

## Algemeen
Sponsors: Trek, Segafredo
Algemeen Manager: Luca Guercilena
Teammanager: Kim Andersen
Ploegleiders:  Adriano Baffi, Dirk Demol, Alain Gallopin, Luc Meersman, Josu Larrazabal
Fietsen: Trek
Materiaal: Shimano
Kopman: Giacomo Nizzolo, Bauke Mollema, Ryder Hesjedal, Fabian Cancellara & Haimar Zubeldia

## Transfers
| Inkomend          | Team 2015                   | Uitgaand           | Team 2016             |
| ----------------- | --------------------------- | ------------------ | --------------------- |
| Julien Bernard    | Neo                         | Matthew Busche     | Unitedhealthcare      |
| Jack Bobridge     | Team Budget Forklifts       | Bob Jungels        | Etixx-Quick Step      |
| Niccolò Bonifazio | Lampre-Merida               | Hayden Roulston    | Gestopt               |
| Ryder Hesjedal    | Team Cannondale-Garmin      | Jesse Sergent      | AG2R La Mondiale      |
| Kiel Reijnen      | Unitedhealthcare            | Fábio Silvestre    | Leopard CT            |
| Peter Stetina     | BMC Racing Team             | Gert Steegmans     | Gestopt               |
| Edward Theuns     | Topsport Vlaanderen-Baloise | Danny van Poppel   | Team Sky              |
|                   |                             | Kristof Vandewalle | Gestopt               |
|                   |                             | Calvin Watson      | An Post-Chainreaction |

## Renners
| Naam                           | Geboortedatum | Nationaliteit    | Ploeg 2015                  |
| ------------------------------ | ------------- | ---------------- | --------------------------- |
| Eugenio Alafaci                | 09-08-1990    | Italië           |                             |
| Julián Arredondo               | 30-06-1988    | Colombia         |                             |
| Fumiyuki Beppu                 | 10-04-1983    | Japan            |                             |
| Julien Bernard                 | 17-03-1992    | Frankrijk        | Neo                         |
| Jack Bobridge                  | 13-07-1989    | Australië        | Team Budget Forklifts       |
| Niccolò Bonifazio              | 29-10-1993    | Italië           | Lampre-Merida               |
| Fabian Cancellara              | 18-03-1981    | Zwitserland      |                             |
| Marco Coledan                  | 22-08-1988    | Italië           |                             |
| Stijn Devolder                 | 29-08-1979    | België           |                             |
| Laurent Didier                 | 19-07-1984    | Luxemburg        |                             |
| Fabio Felline                  | 29-03-1990    | Italië           |                             |
| Ryder Hesjedal                 | 09-12-1980    | Canada           | Team Cannondale-Garmin      |
| Markel Irizar                  | 05-02-1980    | Spanje           |                             |
| Bauke Mollema                  | 26-11-1986    | Nederland        |                             |
| Giacomo Nizzolo                | 30-01-1989    | Italië           |                             |
| Jaroslav Popovytsj (tot 11/04) | 04-01-1980    | Oekraïne         |                             |
| Grégory Rast                   | 17-01-1980    | Zwitserland      |                             |
| Kiel Reijnen                   | 01-06-1986    | Verenigde Staten | Unitedhealthcare            |
| Fränk Schleck                  | 15-04-1980    | Luxemburg        |                             |
| Peter Stetina                  | 08-08-1987    | Verenigde Staten | BMC Racing Team             |
| Jasper Stuyven                 | 17-04-1992    | België           |                             |
| Edward Theuns                  | 30-04-1991    | België           | Topsport Vlaanderen-Baloise |
| Boy van Poppel                 | 18-01-1988    | Nederland        |                             |
| Riccardo Zoidl                 | 08-04-1988    | Oostenrijk       |                             |
| Haimar Zubeldia                | 01-04-1977    | Spanje           |                             |

## Overwinningen
Trofeo Serra de Tramuntana
Winnaar: Fabian Cancellara
Ronde van de Algarve
3e etappe: Fabian Cancellara (ITT)
Kuurne-Brussel-Kuurne
Winnaar: Jasper Stuyven
Strade Bianche
Winnaar: Fabian Cancellara
Tirreno-Adriatico
7e etappe: Fabian Cancellara (ITT)
Ronde van Kroatië
1e etappe: Giacomo Nizzolo
3e etappe: Giacomo Nizzolo
4e etappe: Riccardo Zoidl
Ronde van België
1e etappe: Edward Theuns
Ronde van Italië
Puntenklassement: Giacomo Nizzolo
GP Kanton Aargau
Winnaar: Giacomo Nizzolo
Ronde van Zwitserland
1e etappe: Fabian Cancellara
Nationale kampioenschappen wielrennen
Australië - wegrit: Jack Bobridge
Italië - wegrit: Giacomo Nizzolo
Zwitserland - tijdrit: Fabian Cancellara
Ronde van Polen
3e etappe: Niccolo Bonifazio
Clásica San Sebastián
Winnaar: Bauke Mollema
Ronde van Utah
5e etappe: Kiel Reijnen
Olympische Zomerspelen
Tijdrit: Fabian Cancellara
Ronde van Alberta
4e etappe: Bauke Mollema
Ronde van Spanje
Puntenklassement: Fabio Felline
Coppa Bernocchi
Winnaar: Giacomo Nizzolo
Raiffeisen Grand Prix
Winnaar: Riccardo Zoidl
Ronde van Piemonte
Winnaar: Giacomo Nizzolo
Ronde van Abu Dhabi
1e etappe: Giacomo Nizzolo
Mannen: 2011 · 2012 · 2013 · 2014 · 2015 · 2016 · 2017 · 2018 · 2019 · 2020 · 2021 · 2022 · 2023 · 2024 · 2025
Vrouwen: 2019 · 2020 · 2021 · 2022 · 2023 · 2024 · 2025
AG2R-La Mondiale · Astana Pro Team · BMC Racing Team · Cannondale Pro Cycling Team · Dimension Data · Etixx-Quick Step · FDJ · Team Giant-Alpecin · IAM Cycling · Team Katjoesja · Lampre-Merida · Team LottoNL-Jumbo · Lotto Soudal · Movistar Team · Orica GreenEDGE · Team Sky · Tinkoff · Trek-Segafredo